# 🇵🇸
🇵🇸 is een Unicode vlagsequentie emoji die gebruikt wordt als regionale indicator voor Palestina. De meest gebruikelijke weergave is die van de vlag van Palestina, maar op sommige platforms (waaronder Microsoft Windows) ziet men de letters PS.
De vlagsequentie is opgebouwd uit de combinatie van de Regional Indicator Symbols 🇵 (U+1F1F5) en 🇸 (U+1F1F8), tezamen de ISO 3166-1 alpha-2 code PS voor Palestina vormend.
Deze emoji is in 2010 geïntroduceerd met de Unicode 6.0-standaard.

## Gebruik

De landsvlag van Palestina

Deze emoji wordt gebruikt als regionale aanduiding van Palestina.

## Codering

De Twemoji-implementatie

### Unicode
In Unicode vindt men de 🇵🇸 met de codesequentie U+1F1F5 U+1F1F8 (hex).

### Shortcode
Er zijn shortcodes  voor 🇵🇸; in Github kan deze opgeroepen worden met :palestinian territories:,  in Slack kan het karakter worden opgeroepen met de code :flag-ps:.